# 피카소: 명작스캔들
《피카소: 명작스캔들》(스페인어: La banda Picasso)은 2012년 공개된 스페인의 영화이다. 1910년대 초 파리를 배경으로, 1911년 모나리자 도난 사건과 관련된 실화를 바탕으로 한 스릴러 영화다.

## 줄거리
1911년 루브르 박물관에서 일어난 <모나리자> 도난 사건을 모티브로 삼아, 입체주의를 탄생시킨 시기의 젊은 피카소와 그 주변 예술가들의 인생과 우정을 다룬 영화다. 당시 프랑스 경찰이 스페인 화가 파블로 피카소를 사건에 연루되었을 것으로 의심했던 상황을 중심으로 전개된다.

## 출연

### 주연
- 이냐시오 마테오 : 파블로 피카소 역
- 피에르 베네지트 : 기욤 아폴리네르 역
- 조르디 빌체스 : 마놀로 위게 역

### 조연
- 토니 고티에 : 앙리 마티스 역
- 스탠리 웨버 : 조르주 브라크 역
- 루이즈 몽놋 : 마리 로렌신 역
- 데이비드 코번 : 레오 스테인 역
- 라파엘르 아고구에 : 페르난드 올리비에 역
- 알렉시스 마샤릭 : 바론 역
- 토마스 조아넷 : 앙리-피에르 로쉐 역
- 라이오넬 아벨란스키 : 맥스 자콥 역
- 바너버스 토스 : 경찰 역
- 에즈터 톰파 : 앨리스 토크라스 역
- 크리스티나 토마 : 거트루드 스타인 역

## 기타
- 사운드슈퍼바이저: 펠라요 구티에레즈
- 미술: 파트리스 베르메트
- 세트: 졸턴 쇼퍼
- 시각효과: 쿠로 무노즈
- 의상: 빈첸테 루이즈
- 배역: 피에르-자크 베니초우
- 배역: 로라 세페다
- 수입:  미디어소프트